# Land Art Delft

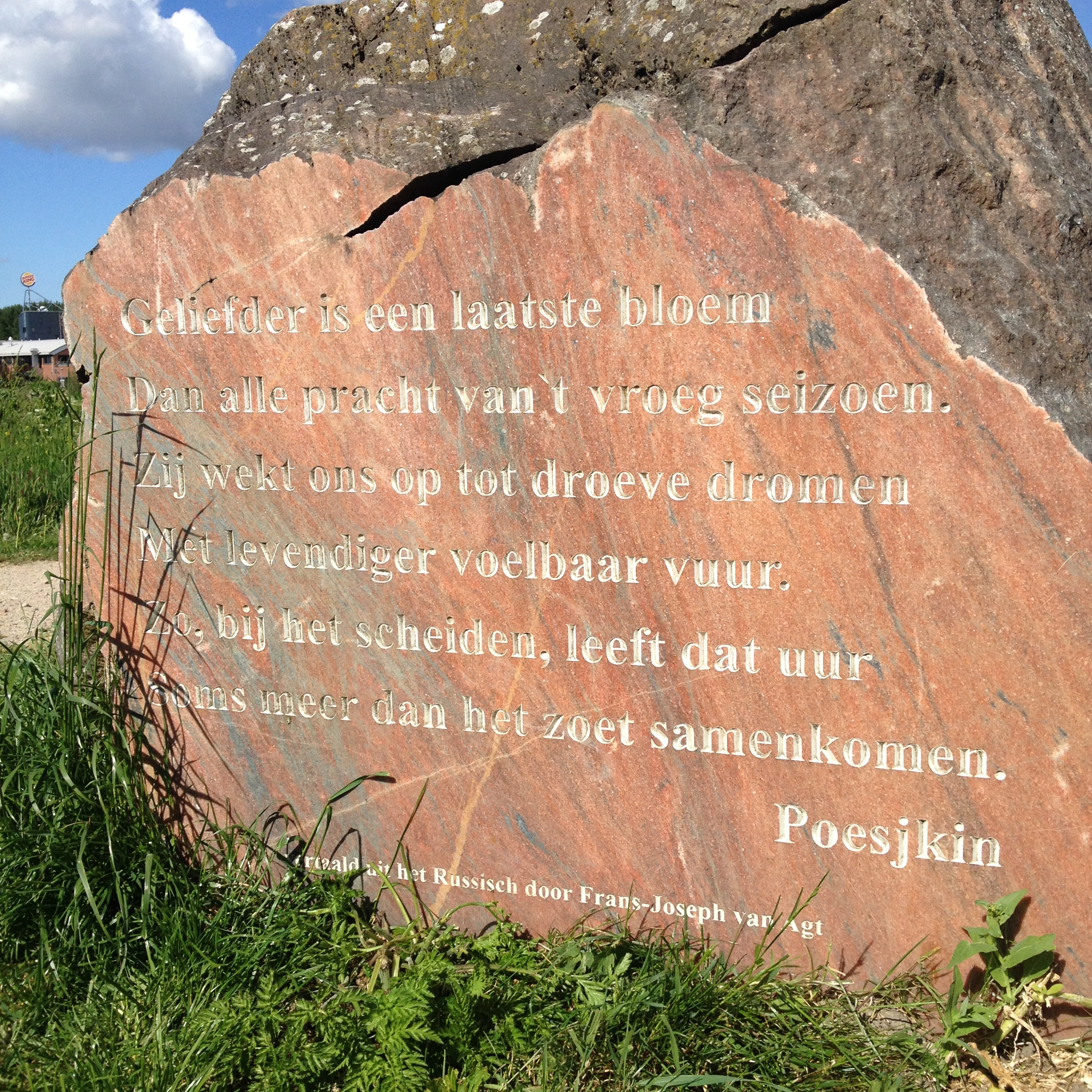
Kunstwerk op Land Art Delft
Tekst:
Geliefder is een laatste bloem
Dan alle pracht van 't vroeg seizoen.
Zij wekt ons op tot droeve dromen
Met levendiger voelbaar vuur.
Zo, bij het scheiden, leeft dat uur
Soms meer dan het zoet samenkomen.
Poesjkin
Vertaald uit het Russisch door Frans-Joseph van Agt

Land Art Delft is sinds 2012 een beeldenpark aan de zuidkant van de Nederlandse stad Delft, in het gebied Midden-Delfland. De collectie bevat moderne beelden, installaties en Land art van nationale en internationale kunstenaars.

## De collectie
De werken zijn vervaardigd door kunstenaars uit Nederland, Japan, Griekenland, Italië, Duitsland, VS en Zuid-Korea.
- Joost Barbiers: Pelvis (2013)
- Joyce Bloem: Rumah Bunga (2013)
- Ann Derkx: Soulship  (2012), The Unbearable Lightness I (2013)
- Sarantis Gagas: Landscape as a memory (2013), The garden of Epicurus (2014)
- Claudia Haberkern: Axis 1 (2010)
- Paula Kouwenhoven: Willowhenge (2010)
- Toshitaka Nishizawa: As Is (2013), Quarter (2013)
- Kouji Ohno: Horizon (2012), In the Mist (2013), Umi Kara (2014)
- Dodog Soeseno: Wall of signs (2012)
- Roel Teeuwen: Stengels in het Morgenlicht (2006), De tijd verglijdt (2013)
- Tamaar Tóth Varjú: Merapi Dol (2011)
- Noriko Yida: A hopeful gift (2012)

## Het gebied
Land Art Delft ligt in de gemeente Delft. Het veenweidegebied van ca. 170 hectare wordt aan de oostzijde omsloten door de rijksweg 13 (A13) en de Ackerdijkse Plassen en aan de westzijde door de Schie. Van noord naar zuid gezien bevindt Land Art Delft zich tussen Technopolis Innovation Park en de Zweth.
Het gebied heeft een agrarische infrastructuur maar is voornamelijk bestemd voor recreatie. Naast een deeltraject van de Delflandfietsroute en de wandelroute Ackerdijksepad die het gebied verbindt met Ackerdijk, ligt er een boerenpad langs drie boerderijen. Het gebied is vrij toegankelijk en kan betreden worden via het Toeristisch Overstappunt Ackerdijkse Bos.

## Thematiek
De sculpturen en Land Art zijn ter plekke vervaardigd tijdens symposia en door artists in residence. De filosofie daarbij is dat kunstenaars zich laten inspireren door de specifieke natuur in het gebied. Vanaf 2010 is 'Landscape as a memory' een terugkerend thema geweest. Het beeldenpark groeit organisch vanuit de centraal gelegen expositieruimte van World Art Delft verder het gebied in.

## Stichting Land Art Delft
Land Art Delft is een initiatief van World Art Delft en de Technische Universiteit Delft. In 2012 is Foundation Land Art Delft opgericht, een stichting met Anbi-status waar o.a. het Recreatieschap Midden-Delfland, de gemeente Delft en de Technische Universiteit Delft zijn vertegenwoordigd. Voorzitter tot 2017 is Jacob Fokkema, voormalig Rector Magnificus Emeritus TU Delft. Vicevoorzitter tot 2017 is Wytze Patijn, stadsbouwmeester van Delft en voormalig rijksbouwmeester. Het onderhoud van de kunstwerken wordt verzorgd door Art Center Delft.